# Conopophaga ardesiaca
Il mangiamoscerini ardesia o moschiniere ardesia (Conopophaga ardesiaca d'Orbigny & Lafresnaye, 1837) è un uccello passeriforme della famiglia Conopophagidae.

## Descrizione

### Dimensioni
Misura 12,5-14 cm di lunghezza, per 26,3 g di peso.

### Aspetto
Si tratta di uccelletti dall'aspetto massiccio e paffuto, muniti di grossa testa appiattita che sembra incassata direttamente nel torso, becco conico piuttosto corto e appuntito, ali corte e arrotondate, coda corta e squadrata e forti zampe allungate.
Il piumaggio si presenta di colore grigio-nerastro (come del resto intuibile sia dal nome comune che dal nome scientifico) su fronte, faccia, guance, lati del collo e petto, mentre sul vertice tale colore sfuma nel bruno, colore che ricopre anche nuca, dorso, ali, coda, fianchi e ventre (anche qui si ha la degradazione nel grigio del petto): dietro l'occhio parte una banda di penne bianche leggermente più lunghe delle altre, che forma la "tonsura" tipica dei mangiamoscerini.

Il dimorfismo sessuale è ben evidente, con le femmine che presentano area grigia cefalotoracica meno estesa e più chiara, tendente al grigio cenere piuttosto che al grigio ardesia, mentre la banda bianca cefalica è quasi assente e tendente anch'essa al grigiastro: l'area dorsale delle femmine si presenta con tre morfi differenti di colorazione.
In ambedue i sessi becco e zampe sono di colore nerastro, mentre gli occhi sono di colore bruno scuro.

## Biologia
Il moschiniere ardesia è un uccelletto dalle abitudini diurne, che vive da solo o in coppie e passa la maggior parte della giornata appollaiato a pochissima distanza dal suolo, sul ramo basso di un cespuglio, tenendo d'occhio i dintorni in attesa del passaggio di eventuali prede potenziali, sulle quali si avventa in volo, per poi fare ritorno al proprio posatoio.
Il verso di questi uccelli è rappresentato da un corto e acuto squittio bitonale, ripetuto a distanza di alcuni secondi.

### Alimentazione
La dieta di questi uccelli è insettivora, componendosi quasi esclusivamente di piccoli insetti ed altri invertebrati terricoli rinvenuti al suolo o fra i cespugli.

### Riproduzione
La stagione riproduttiva (in base alle osservazioni sul campo) va da giugno a novembre: si tratta di uccelli monogami, nei quali i due sessi collaborano sia nella cova delle 2-3 uova che nell'allevamento della prole, mentre verosimilmente la costruzione del nido (una coppa di rametti ed epifite intrecciati grossolanamente alla base di un cespuglio) è a carico della sola femmina.

## Distribuzione e habitat
Il moschiniere ardesia è endemico del Sudamerica, del quale popolano le pendici orientali andine del Perù sud-orientale (a sud del distretto di Marcapata) all'estremo sud della Bolivia (dipartimento di Tarija).
L'habitat di questi uccelli è rappresentato dalle aree di foresta pluviale umida pedemontane (le cosiddette yungas), con predilezione per le aree di densa riscrescita secondaria, come radure, campi da taglio e zone attorno a grossi alberi caduti.

## Tassonomia
Se ne riconoscono due sottospecie:
- Conopophaga ardesiaca ardesiaca d'Orbigny & Lafresnaye, 1837 - la sottospecie nominale, diffusa nella poazione centro-settentrionale dell'areale occupato dalla specie;
- Conopophaga ardesiaca saturata Berlepsch & Stolzmann, 1906 - diffusa nel sud dell'areale occupato dalla specie, a partire dall'area di Puno;

La popolazione dell'area di Santa Cruz, piuttosto distintiva a livello di oclorazione (soprattutto le femmine), rappresenta secondo alcuni un taxon a sé stante e richiede ulteriori approfondimenti.